# Bhavabhuti
Bhavabhuti va ser un estudiós indi del segle viii, conegut per les seves obres de teatre i poesia escrites en sànscrit. Les seves obres es consideren equivalents a les obres de Kalidasa. Bhavabhuti va néixer en una subcasta braman (deshastha bráhmana) en el si de la família Padmapura, a Vidarbha, al districte de Gondia, sobre la frontera de Maharashtra (Índia central).
El seu veritable nom era Srikantha Nilakantha, i era fill de Nilakantha i Jatukarni. Va rebre la seva educació a Padma Pawaya, a 42 quilòmetres al sud-oest de Gwalior. Es creu que la seva guru va ser Parama-Hamsa dhiana-Nidhi. Va compondre les seves obres de teatre a Kalpi, una localitat a la vora del riu Yamuna.
Es creu més que va ser el poeta de la cort del rei Yasho Varman de Kanauj. L'historiador Kalhana, al segle XII el mostra en l'entorn del rei, que va ser assassinat per Lalitaditya, rei del Kaixmir, el 736.

## Malatimadhava
L'obra es desenvolupa a la ciutat de Padmavati. El rei vol que la filla del seu ministre Malati és gairebé amb un jove anomenat Nandana. Ella està enamorada de Madhava des que el va veure i va dibuixar el seu retrat. Madhava sent el mateix, i dibuixa al seu torn un retrat d'ella. Una qüestió lateral se suscita entre els amics de la parella, Makaranda i Madayantika. Aquest últim és atacat per un tigre, i rescata Makaranda, però rep ferides en el procés. Després de nombrosos obstacles, tot acaba bé, amb la unió de les dues parelles.

## Llegat
L'últim guruyí, Laxmanrao Mankar va anomenar la seva societat educativa Bhavabhuti Education Society el 1950. Yashodabai Rahile va fundar la Bhavabhuti Mandal en 1996.
O. C. Patel publicó el libro Bhavbhuti ab geeton mein, igual que diversos CDs i cassets per mantenir viva la memòria de les llegendes. Els canals locals de l'Índia, Sayhyadri i E TV Marathi, van difondre alguns documentals sobre la vida del poeta. A la regió natal de Bhavabhuti hi ha diverses estàtues en la seva memòria.